# Clusiosoma melanthes
Clusiosoma melanthes är en tvåvingeart som beskrevs av Erich Martin Hering 1947. Clusiosoma melanthes ingår i släktet Clusiosoma och familjen borrflugor. Inga underarter finns listade i Catalogue of Life.